# 심정 (영화)
"심정"(心情)은 한국에서 제작된 이선경 감독의 1958년 영화이다. 김근자 등이 주연으로 출연하였고 엄정섭 등이 제작에 참여하였다.

## 출연

### 주연
- 김근자
- 이예춘
- 김동원
- 엄앵란
- 남방운
- 채랑

## 기타
- 원작자: 한진
- 조명: 이인식
- 녹음: 최칠복
- 미술: 백남준